# アンサ・イコネン
アイリ・アンサ・インケリ・イコネン（フィンランド語: Aili Ansa Inkeri Ikonen、1913年12月19日 - 1989年5月23日）は、フィンランドの女優。フィンランド映画と戯曲の女優として多くの賞を受賞しており、気の利いた喜劇女優で熟練した性格女優として知られる。30年もの間の女優生涯の中、イコネンは数十本の映画に出演、当時最も有名な女優の1人となった。イコネンとタウノ・パロはフィンランド映画における名カップルとなった。

## 生涯
イコネンは1913年にロシア帝国のサンクトペテルブルクで生まれた。両親ともフィンランド人であり、一家はロシア革命の後フィンランドに移住した。イコネンは音楽教師となるための教育を受けたが、生涯その職につくことはなく、代わりに女優となる道を選んだ。数回脇役を演じた後、有名な映画監督ヴァレンティン・ヴァーラは彼女をKaikki rakastavat（「誰もが誰かを愛する」、1935年）という映画の主演女優に起用した。この映画の主演俳優はタウノ・パロだった。イコネンとパロは翌年にも揃って映画に出演した。これら2作はどちらも成功し、アンサ・イコネンは映画スターになった。彼女はその後長年にわたってフィンランドで最も有名な映画女優であり続けた。
イコネンとパロが一緒に主演した映画は12作あり、その大半が喜劇である。2人は実際には恋愛関係にはなかったが、観客にはフィンランド映画における最高のカップルとして想像された。
イコネンは映画のほか、演劇もしており、彼女の演劇生涯は44年間と長きに渡った。彼女はフィンランド人作家の戯曲にも外国人作家の戯曲にも演出した。例えば、ウィリアム・シェイクスピアの作品には16作出演、モリエールの作品には6作出演、ヘンリック・イプセンの人形の家では主役のノラを演じた。
イコネンは気の利いた喜劇女優で熟練した性格女優であり、脚本家たちが彼女に最適な役をデザインしたという。彼女は演劇女優となるための教育を受けなかったが、映画スターとしての経験もありすぐに上達した。1949年、イコネンは奨学金を得てロンドンのオールド・ヴィック演劇学校（Old Vics Theatre schoolに進学した。1944年にはラブコメディのNainen on Valttia（「女はワイルドカード」）の監督を務めた。
イコネンは20年年上の俳優ヤルマリ・リンネと結婚、娘のカトリーナ・リンネとマルヤッタ・リンネをもうけた。2人の年の差もあり、2人が一緒に演出するときにはイコネンがリンネの役の娘役を務めることが多い。

## 出演した映画
- Minä ja ministeri (1934)
- Syntipukki（「スケープゴート」）(1935)
- Koskenlaskijan Morsian (1937)
- Kuriton Sukupolvi (1937)
- Rykmentin murheenkryyni (1938)
- Runon kuningas ja muuttolintu (1940)
- Oi, Kallis Suomenmaa (1940)
- Kulkurin Valssi（「バガボンドのワルツ」）(1941)
- Vaivaisukon Morsian (1944) - イコネンはこの映画でユッシ賞の主演女優賞を受賞した
- Nainen on Valttia（「女はワイルドカード」）(1944) - イコネンは監督も務めた
- すすと金（英語版） (1945)
- Pikajuna Pohjoiseen (1947)
- ガブリエル、帰ってきて（英語版）(1951)
- 月の橋から来た女の子（英語版） (1953)
- Rakas Lurjus（「愛しい悪党」）(1955)
- Ratkaisun Päivät (1956)
- Äidittömät (1958)
- テレフォン (1977)

## 舞台での演出
括弧内は役名。
- エドモン・ロスタン：シラノ・ド・ベルジュラック（ロクサーヌ）
- ミュリエル・スパーク：哲学博士（カトリーヌ）
- リチャード・ブチンズリー・シェリダン：悪口学校（ティーズル夫人）
- セルプ（フィンランド語版）：美しい寡婦カタリナ（カタリナ・トホルヴォスト）
- ウィリアム・シェイクスピア：尺には尺を（イザベラ）
- ヘンリック・イプセン：人形の家（ノラ）
- トゥーリ・レイヨネン（フィンランド語版）：開門（キルスティ・マラ）
- ウィリアム・シェイクスピア：空騒ぎ（ベアトリス）
- イルマリ・トゥルヤ（フィンランド語版）：お金と言葉（マルヤ・ミュリュミエス）
- ヘンリック・イプセン：棟梁ソルネス（英語版）（ヒルデ）
- ウィリアム・シェイクスピア：ロミオとジュリエット（ジュリエット）
- マリア・ヨトゥニ（英語版）：Tohvelisankarin rouva（ユーリア）
- ウィリアム・シェイクスピア：ヴェニスの商人（ポーシャ）